# Cyrtochilum
Cyrtochilum är ett släkte av orkidéer. Cyrtochilum ingår i familjen orkidéer.

## Bildgalleri

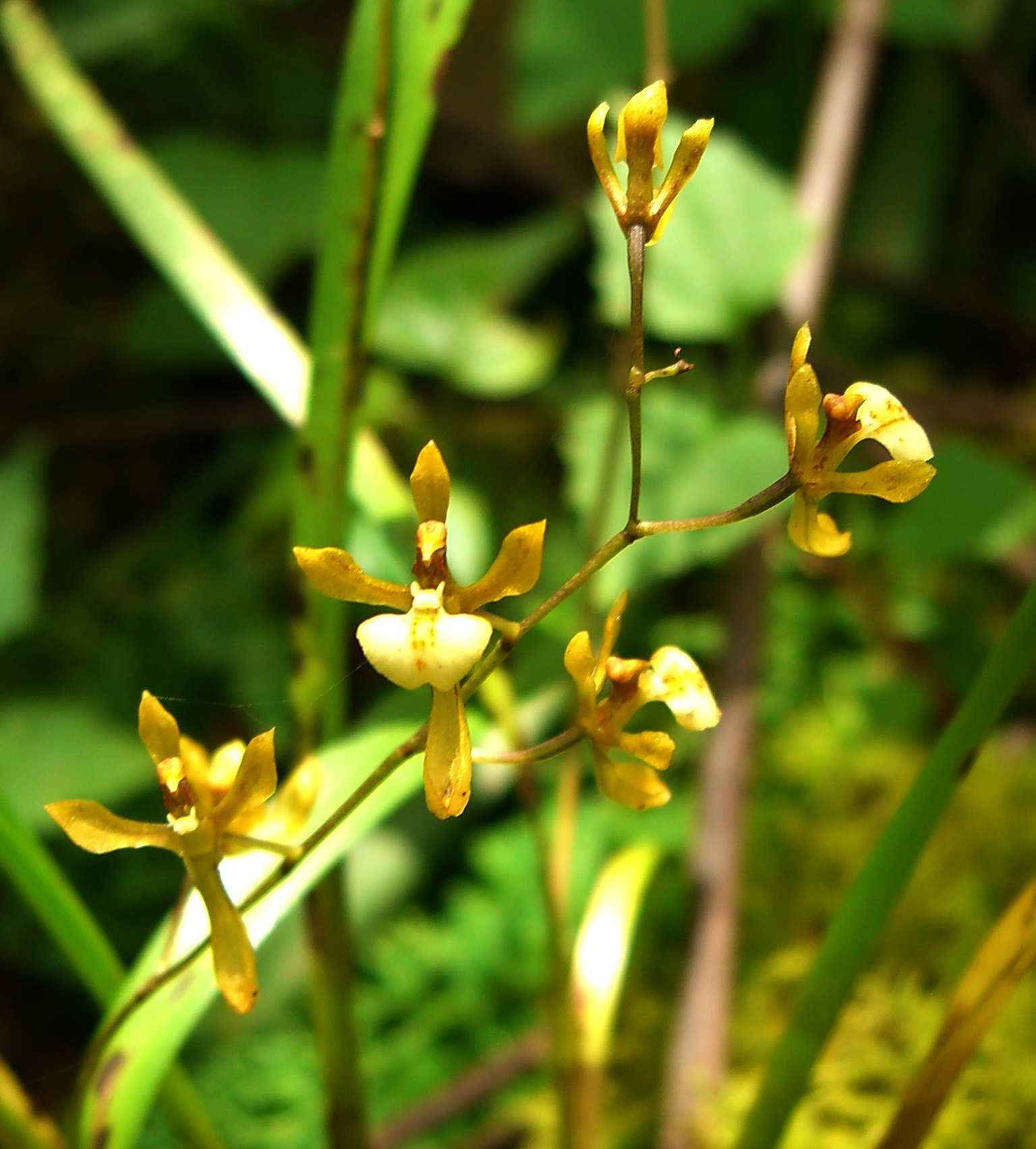
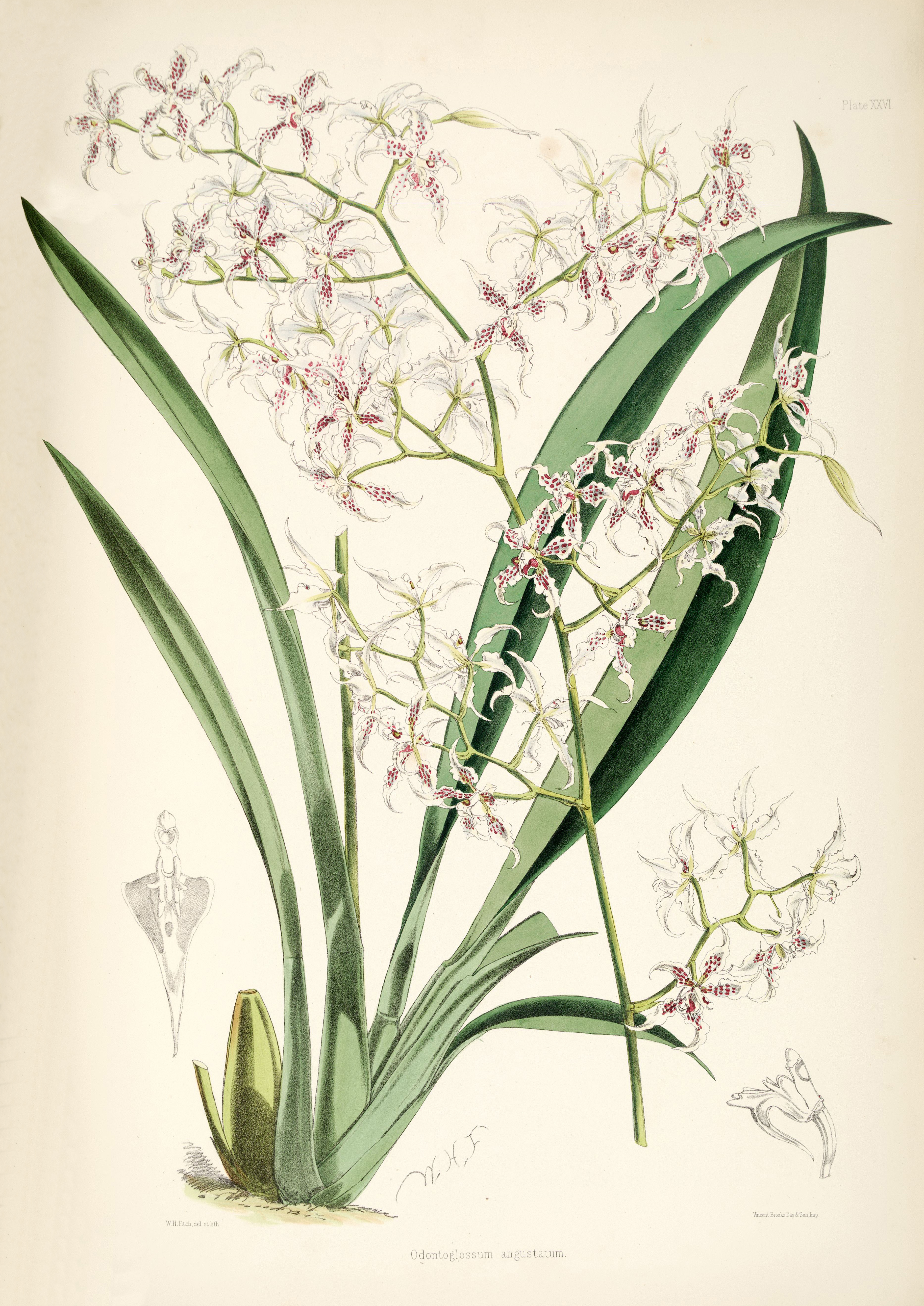
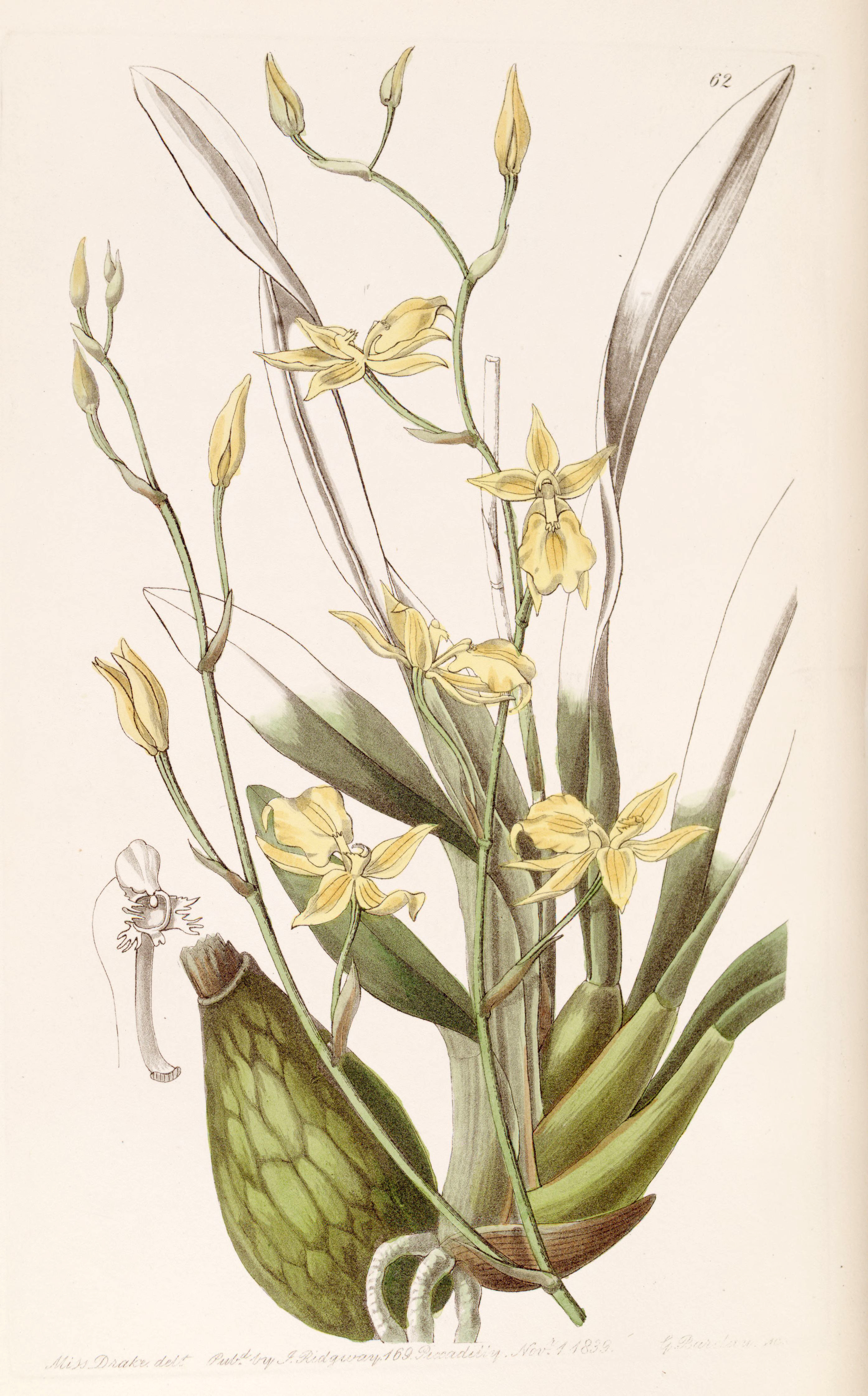
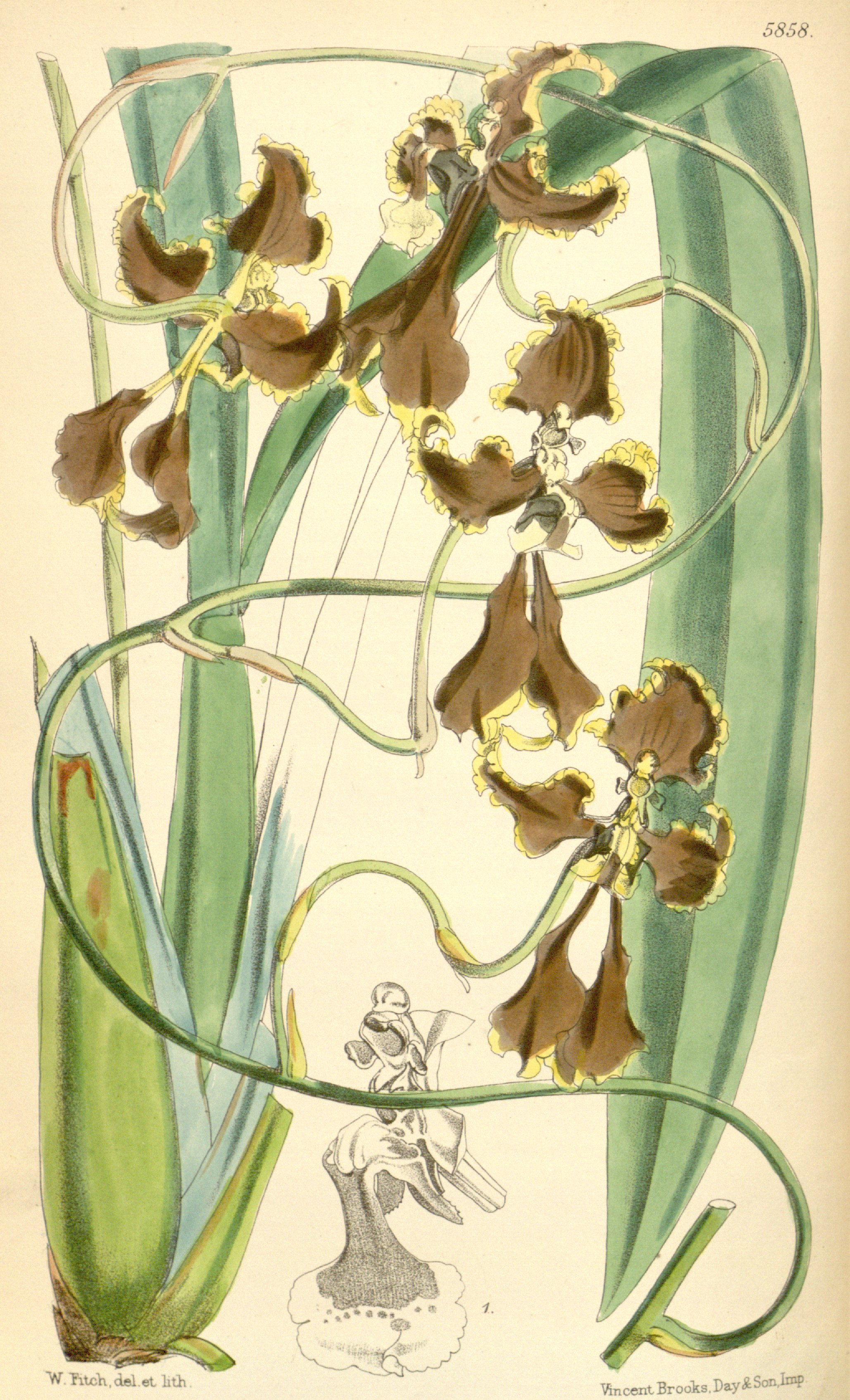
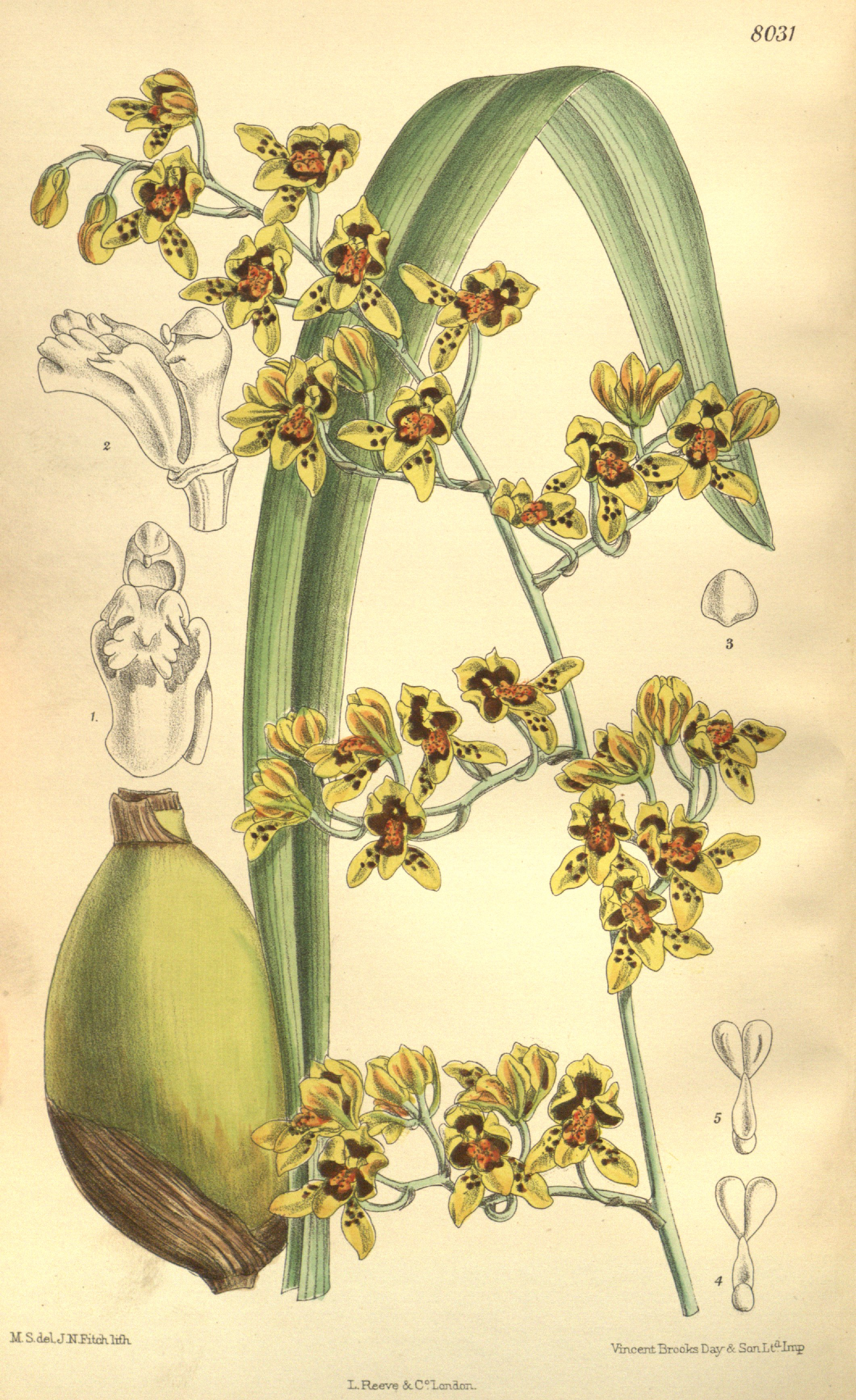
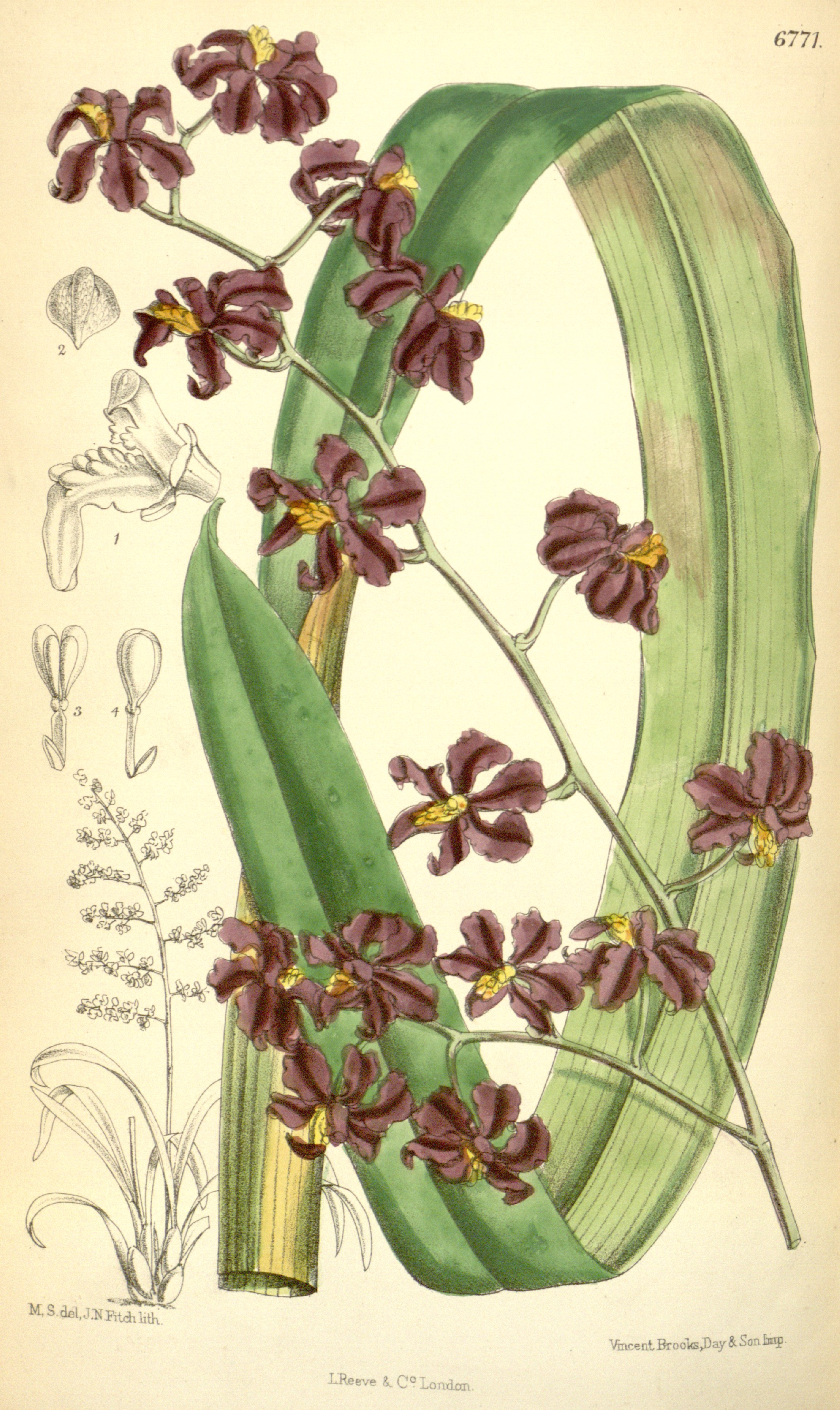

## Dottertaxa tillCyrtochilum, i alfabetisk ordning[1]
- Cyrtochilum aemulum
- Cyrtochilum alboroseum
- Cyrtochilum andreettae
- Cyrtochilum angustatum
- Cyrtochilum annulare
- Cyrtochilum anthoxanthum
- Cyrtochilum articulatum
- Cyrtochilum aurantiacum
- Cyrtochilum aureum
- Cyrtochilum auropurpureum
- Cyrtochilum baldeviamae
- Cyrtochilum ballii
- Cyrtochilum brachypterum
- Cyrtochilum caespitosum
- Cyrtochilum cimiciferum
- Cyrtochilum confertum
- Cyrtochilum confusum
- Cyrtochilum cordatum
- Cyrtochilum cryptocopis
- Cyrtochilum cuencanum
- Cyrtochilum cumandae
- Cyrtochilum davisii
- Cyrtochilum decolorans
- Cyrtochilum densiflorum
- Cyrtochilum detortum
- Cyrtochilum diceratum
- Cyrtochilum diodon
- Cyrtochilum dipterum
- Cyrtochilum distans
- Cyrtochilum divaricatum
- Cyrtochilum edwardii
- Cyrtochilum englerianum
- Cyrtochilum examinans
- Cyrtochilum exasperatum
- Cyrtochilum falcipetalum
- Cyrtochilum fidicularium
- Cyrtochilum flexuosum
- Cyrtochilum fractiflexum
- Cyrtochilum fractum
- Cyrtochilum funis
- Cyrtochilum gargantua
- Cyrtochilum geniculatum
- Cyrtochilum gracielae
- Cyrtochilum gracile
- Cyrtochilum graminoides
- Cyrtochilum grandiflorum
- Cyrtochilum gyriferum
- Cyrtochilum halteratum
- Cyrtochilum hastatum
- Cyrtochilum hoeijeri
- Cyrtochilum incarum
- Cyrtochilum insculptum
- Cyrtochilum ionodon
- Cyrtochilum ioplocon
- Cyrtochilum ixioides
- Cyrtochilum lamelligerum
- Cyrtochilum lapacense
- Cyrtochilum leopoldianum
- Cyrtochilum leucopterum
- Cyrtochilum ligulatum
- Cyrtochilum linguiforme
- Cyrtochilum longifolium
- Cyrtochilum longipes
- Cyrtochilum loxense
- Cyrtochilum macasense
- Cyrtochilum macranthum
- Cyrtochilum matangense
- Cyrtochilum megalophium
- Cyrtochilum meirax
- Cyrtochilum melanthes
- Cyrtochilum mendax
- Cyrtochilum metallicum
- Cyrtochilum methonica
- Cyrtochilum mezae
- Cyrtochilum microxiphium
- Cyrtochilum minax
- Cyrtochilum misasianum
- Cyrtochilum miserrimum
- Cyrtochilum monacranthum
- Cyrtochilum murinum
- Cyrtochilum myanthum
- Cyrtochilum orgyale
- Cyrtochilum ornatum
- Cyrtochilum pardinum
- Cyrtochilum pastasae
- Cyrtochilum patens
- Cyrtochilum plicigerum
- Cyrtochilum porrigens
- Cyrtochilum portillae
- Cyrtochilum pozoi
- Cyrtochilum pusillum
- Cyrtochilum ramosissimum
- Cyrtochilum retusum
- Cyrtochilum revolutum
- Cyrtochilum rhodoneurum
- Cyrtochilum ringens
- Cyrtochilum rostratum
- Cyrtochilum rusticum
- Cyrtochilum sanderianum
- Cyrtochilum scabiosum
- Cyrtochilum schildhaueri
- Cyrtochilum schulzei
- Cyrtochilum serratum
- Cyrtochilum sharoniae
- Cyrtochilum simulans
- Cyrtochilum stenochilum
- Cyrtochilum tenense
- Cyrtochilum tetracopis
- Cyrtochilum tetraplasium
- Cyrtochilum tricostatum
- Cyrtochilum trifurcatum
- Cyrtochilum trilingue
- Cyrtochilum tucumanense
- Cyrtochilum tumiferum
- Cyrtochilum umbonatum
- Cyrtochilum umbrosum
- Cyrtochilum undulatum
- Cyrtochilum ustulatum
- Cyrtochilum weirii
- Cyrtochilum ventilabrum
- Cyrtochilum werneri
- Cyrtochilum vierlingii
- Cyrtochilum williamsianum
- Cyrtochilum viminale
- Cyrtochilum volubile
- Cyrtochilum xanthodon
- Cyrtochilum zebrinum